# Роберт Ричардсон
Роберт Бриџ Ричардсон (енгл. Robert Bridge Richardson; Барнстабл, 27. август 1955) амерички је сниматељ и директор фотографије.
Три пута је освајао награду Оскар за најбољу фотографију за своја дела у филмовима ЏФК, Авијатичар и Иго. Ричардсон је и био чест сарадник неколико режисера, укључујући Оливера Стоуна, Џона Сајлеса, Ерола Мориса, Квентина Тарантина и Мартина Скорсезеа. Једна је од три живе особе која је три пута освојила награду Оскар за најбољу фотографију, а остали су Виторио Стораро и Емануел Лубецки.